# 索祿
索祿（？年—？年），字敏亭，鈕鈷祿氏，滿洲鑲白旗人， 繙譯鄉試中式舉人，乾隆四年己未科繙譯會試中式進士，授宗人府主事，歷官御史。